# Campionato italiano indoor maschile di pallanuoto 1955
Il campionato italiano indoor 1955 è stata la 1ª edizione del campionato italiano indoor maschile di pallanuoto. Il torneo fu disputato da undici squadre, inizialmente divise in tre gironi, dei quali si qualificavano le prime due squadre. Le sei squadre che accederono alla fase finale, cinque a causa del ritiro della Pro Recco, si affrontarono in un girone unico giocatosi dal 17 al 19 maggio 1955.

## Finali

### Classifica
|  |    | Finali 1955       | Pt   | G | V | N | P | GF | GS | DR  |
|  | -- | ----------------- | ---- | - | - | - | - | -- | -- | --- |
|  | 1. | Lazio             | 8    | 4 | 4 | 0 | 0 | 12 | 5  | +7  |
|  | 2. | Roma Nuoto        | 4    | 4 | 2 | 1 | 1 | 16 | 7  | +9  |
|  | 3. | Canottieri Napoli | 4    | 4 | 1 | 2 | 1 | 9  | 4  | +5  |
|  | 4. | Napoli            | 3    | 4 | 1 | 1 | 2 | 11 | 14 | -3  |
|  | 5. | CSI Genoa         | 0    | 4 | 0 | 0 | 4 | 5  | 19 | -14 |
|  | 6. | Pro Recco         | rit. |   |   |   |   |    |    |     |

## Verdetti
- Lazio Campione indoor d'Italia 1955